# スタニスワフ・ヴィツェフ
スタニスワフ・ヴィツェフ（ポーランド語: Stanisław Wycech、1902年6月27日 - 2008年1月12日）は、ポーランドの軍人。
サドレシュに生まれた。1917年に15歳でポーランド軍事組織に入隊し、第一次世界大戦で1918年11月10日のドイツ軍武装解除に貢献した。腸チフスにかかったため戦後の大ポーランド蜂起には加われなかったが、ポーランド・ソビエト戦争には従軍した。ワルシャワにて105歳で死去。第一次大戦に従軍した最後のポーランド兵で、死去直前に生きていた第一次大戦の退役軍人としては世界で最も若かった。